# Santa sangre
Pour plus de détails, voir Fiche technique et Distribution.
Santa sangre est un film mexicano-italien réalisé par Alejandro Jodorowsky, sorti en 1989, qui raconte la vie de Fenix, un jeune homme atteint de stress post-traumatique, qui est né dans l'univers du cirque.

## Synopsis
Le film démarre par l'introduction de Fenix, un enfant de la balle traumatisé par son enfance passée dans un cirque, et qui est enfermé dans un hôpital psychiatrique. 
Le spectateur apprend alors que Fenix a grandi dans un cirque appartenant à son père, Orgo, un homme couvert de tatouages, lanceur de couteaux. La meilleure amie de Fenix dans le cirque est une jeune fille sourde et muette, Alma, un mime au visage maquillé de blanc. Fenix en tombe amoureux. Orgo pense que pour passer à l'âge adulte Fenix doit avoir un tatouage.
La mère de Fenix, Concha, est une trapéziste et acrobate. Elle est également le leader d'une secte de religieux fanatiques. Leur lieu de culte, une église renfermant une piscine pleine du sang de la Sainte qu'ils vénèrent, est détruite.
Plus tard, pendant que Concha est suspendue dans les airs lors d'une représentation, elle voit son mari Orgo se rapprocher d'une femme tatouée et partir avec elle. Concha, après avoir enfermé son fils dans une caravane, surprend son mari avec la femme tatouée, elle jette alors un liquide corrosif sur les deux. Mais Orgo utilise ses couteaux pour trancher les bras de sa femme, puis se suicide en se tranchant la gorge. Fenix, de l'intérieur de la caravane, assiste à toute la scène, impuissant. Il voit alors la femme tatouée s'échapper en emportant avec elle Alma.
De retour dans le présent, Fenix et d'autres pensionnaires (dont beaucoup sont atteints de trisomie 21) sont censé faire une sortie au cinéma. Fenix reconnait alors la femme tatouée dans un quartier de prostituées, où elle travaille désormais. Il devient alors possédé par la colère à la suite des évènements de son enfance. Sa mère, désormais sans bras, le convainc de la rejoindre en s'échappant de l'hôpital. On découvre également que Alma, vit toujours avec la femme tatouée qui tente de la prostituer. Cette dernière est tuée par un tueur dont on ne voit pas le visage juste après.
Fenix et sa mère reprennent un numéro de cirque ensemble où Fenix joue les bras et les mains de sa mère. On fait également la connaissance de Rubi, une strip-teaseuse que Fenix semble particulièrement apprécier de manière étrange. Fenix semble alors vouloir rejouer la scène qu'il avait vue enfant entre son père et la femme tatouée. Sa mère les interrompt et lui demande de tuer Rubi. Il s'execute. Plus tard, il est subjugué par une catcheuse transsexuelle qui lui fait des avances et lui propose d'aller chez Fenix pour passer la soirée. Elle est tuée par ce dernier sur ordre de sa mère.
Alma découvre peu après un corps momifié sous des couvertures. Les hallucinations de Fenix deviennent alors de plus en plus incontrôlables et l'on découvre qu'il a tué au moins une vingtaine de femmes qui vienennt le hanter sous les traits de mimes. Alma tente alors de fuir avec Fenix mais ils sont rattrapés par Concha qui lui demande de couper les bras d'Alma puis de la tuer. Fenix résiste et tue sa mère qui disparait avant de lui dire qu'elle est dans sa tête.
On découvre alors la suite des événements survenus il y a plus de 10 ans. Sa mère est morte au cirque lors de cette terrible nuit qui emporta également son père. Alma lui montre alors un mannequin à l'effigie de sa mère dont se servait Fenix depuis le début. Fou de rage, il détruit également l'idôle de sa mère et Alma y met le feu. Les clowns, anciens amis de Fenix dansent autour du brasier pendant que Alma enlève les faux ongles des mains de Fenix. Il semnle alors récupérer son identité. Les clowns et Aladin disaparaissent également. Seule Alma reste avec lui et l'emmène dehors où la police l'attend. 

## Fiche technique
- Titre original : Santa sangre[2]
- Réalisation : Alejandro Jodorowsky
- Scénario : Alejandro Jodorowsky, Roberto Leoni, Claudio Argento
- Décors : Daniele Nannuzzi (it)
- Costumes : Tolita Figueroa
- Montage : Mauro Bonanni (it)
- Musique : Simon Boswell
- Producteurs : René Cardona Jr., Claudio Argento
- Sociétés de production : Productora Fílmica Real, Produzioni Intersound
- Pays de production :  Mexique,  Italie
- Langue de tournage : Espagnol, anglais
- Format : couleur — 1,85:1 — Son mono — 35 mm
- Durée : 123 minutes (2h03)
- Genre : Conte, fantastique, horreur
- Dates de sortie :
  - France : Mai 1989 (Festival de Cannes 1989) ; 31 mars 1993 (en salles)
  - Italie : 10 juin 1989 (Fantafestival) ; 24 novembre 1989 (en salles)
  - Mexique : 31 mai 1990
- Classification :
  - France : Interdit aux moins de 16 ans

## Distribution
- Axel Jodorowsky : Fenix adulte
- Blanca Guerra : Concha (La mère de Fenix)
- Guy Stockwell : Orgo (Le père de Fenix)
- Thelma Tixou : la femme tatouée
- Sabrina Dennison : Alma
- Adan Jodorowsky : Fenix enfant
- Faviola Elenka Tapia : Alma jeune
- Teo Jodorowsky : Pimp
- María de Jesús Aranzabal : Grosse prostituée
- Jesús Juárez : Aladin
- Sergio de Bustamante  : Monsignor
- Gloria Contreras : Rubi
- S. Rodriguez : le Saint

## L'auteur
Alejandro Jodorowsky, dit « Jodo », né en février 1929 à Tocopilla (Chili), est un réalisateur, acteur, auteur d’une poignée de films ésotériques, surréalistes et provocateurs ; il est également auteur de « performances » Panique (groupe actionniste qu’il crée avec Roland Topor et Fernando Arrabal), mime, romancier, essayiste, poète et prolifique scénariste de bande dessinée.

### Son rapport au filmLa Monstrueuse Parade
Au long de sa carrière, Alejandro Jodorowsky a montré un attrait pour certaines thématiques : les particularités physiques des protagonistes, l'amour du cirque et de l'illusion, les relations familiales difficiles ou encore les passions impossibles. Il a notamment été inspiré par Tod Browning, comme il le dit dans le livre d'entretiens De la cage au grand écran, « À mes yeux, les monstres sont déguisés, et c'est pour cela qu'ils m'ont toujours plu. Freaks de Tod Browning m'a énormément marqué. Je l'ai vu étant enfant. Lorsque j'ai fait Santa sangre, j'ai eu la surprise d'y retrouver une ressemblance totalement frappante avec L'Inconnu, que je n'avais jamais vu, tandis que Freaks était la seule influence d'El Topo venant de Browning. Après j'ai vu les autres Browning, et Lon Chaney et lui devinrent mes préférés. »

### Influences
À travers Santa sangre on peut voir certaines références et influences cinématographiques, au film Psychose d'Alfred Hitchcock, au cinéma de Tod Browning avec Freaks et L'Inconnu en tête, ou à l'acteur Lon Chaney. Mais dans son livre Sagesse des blagues, Alejandro Jodorowsky explique que l'idée de Santa sangre lui est venue d'elle-même, alors qu'il n'avait pas tourné depuis huit ans.

## Interprétations

### Interprétations psychologiques
Santa sangre se rapproche, à travers certains de ses aspects, au film Psychose d'Alfred Hitchcock, dans le rapport de Fenix à sa mère, dans le fait qu'elle continue à vivre à travers lui après sa mort. En effet, Fenix souffre de schizophrénie, il est la marionnette de sa mère castratrice, tout autant qu'elle est, une fois morte, la marionnette de son fils. C'est le cas également de Norman Bates qui continue à faire vivre sa mère post-mortem à travers lui. Aussi dans Santa sangre se trouvent les thèmes de la schizophrénie, du rapport à la mère, des traumatismes de l'enfance, de la castration maternelle, et bien d'autres encore.

### Interprétations symboliques
Le prénom du personnage principal (Fénix) fait référence à l'oiseau de la mythologie appelé Phénix. L'oiseau dans Santa sangre met en avant le cycle interminable de la vie et de la mort, « Santa sangre raconte le parcours du héros enfant puis adulte avec ses morts et ses renaissances symboliques ». Il est d'ailleurs dit du Phénix dans la mythologie : "Oiseau fabuleux, de la grandeur d'un aigle, aux ailes rouges et dorées, qui vivait plusieurs siècles, se brûlait lui-même sur un bûcher et renaissait de sa cendre". Cette définition du Phénix s'applique parfaitement au personnage Fénix de Santa sangre, avec ses multiples morts et renaissances symboliques. 
Fénix n'a pas d'identité propre, son identité lui est sans cesse imposée par quelqu'un d'autre (comme sa mère), il est "comme une sorte de marionnette qui s'active quand on tire les ficelles", il porte l'identité qu'on lui impose telle "un costume". Au début du film, l'enfant (Fénix) est magicien, il est déjà forcé de porter un costume qui lui est imposé par le milieu dans lequel il vit, celui du cirque. Ainsi, dès le départ, il n'a pas d'identité propre, son identité est niée. Fénix est un personnage condamné à porter l'identité d'un autre, ou d'autres.

## Autour du film

### Anecdotes
Dans la scène de théâtre, Axel Jodorowsky recrée, au moins en partie, un spectacle du mime français Marcel Marceau, La création du monde, une re-lecture des deux premiers chapitres de la Genèse sous la forme de pantomime. Jodorowsky et son fils ont tous les deux travaillé avec le mime Marceau.

### Détails importants
- Durant la scène de la mort de la femme tatouée, le visage du tueur n'est jamais montré, même s'il est implicitement sous-entendu que c'est Fenix qui commet ce meurtre, à travers les bras vengeurs de sa mère.
- Une scène du film montre la mort d'un éléphant, et comment des vautours dévorent sa carcasse. Pour ses funérailles, l'éléphant est placé dans un énorme cercueil. Il s'ensuit un cortège funèbre à travers les rues de la ville, avant que le cercueil ne soit jeté dans une décharge, où il est immédiatement dévoré par des enfants atteints du syndrome de Down souffrant la famine, qui brisent le cercueil pour manger la chair de l'animal mort.

### Critiques
- Même si Santa sangre est encore aujourd'hui méconnu du grand public, il demeure pour les amateurs de cinéma de genre une référence cinématographique, tant de par ses caractéristiques visuelles que scénaristiques. À travers sa sortie récente en DVD, ce film a été en un sens réhabilité, car il a alors pu être vu par de jeunes spectateurs qui ne l'avaient pas connu lors de sa sortie en salle. Néanmoins, en dehors de certains cercles de connaisseurs, Santa sangre n'est que trop rarement mis en avant comme une référence du septième art.
- Santa sangre a reçu dans l'ensemble des critiques élogieuses, notamment de la part d'un critique anglais de Film4 qui l'a décrit comme étant l'un des meilleurs films de Jodorowsky, disant de Santa sangre qu'il "résonne avec toute la puissance inquiétante d'un cauchemar moite filtré à travers la lentille du psychédélisme hallucinatoire des années 1960". Le critique de film américain Robert Ebert a également fait une critique positive sur ce film, pensant qu'il porte un message moral qui s'oppose vraiment au mal plutôt que de simplement le mettre en avant, comme c'est le cas dans beaucoup de films qui lui sont contemporains. Ebert décrit Santa sangre comme étant « un film d'horreur, l'un des meilleurs, et après avoir attendu patiemment devant bon nombre de films d'horreur pour adolescents, Alejandro Jodorowsky me rappelle que la vraie horreur psychique est possible à l'écran, à travers l'horreur, la poésie, le surréalisme, la souffrance psychologique, et l'humour noir, tout en même temps. »
- En reconnaissance de son succès critique, Santa sangre est arrivé au rang 476 de la liste des 500 meilleurs films de tous les temps par le magazine américain Empire, en 2008.
- Certains critiques ont malgré tout réagi négativement à ce film, c'est le cas, par exemple, de Dennis Schwartz qui lui a donné un C+ (système de notation) et a affirmé qu'il est à réserver à ceux qui ont "un estomac suffisamment accroché pour les bains de sang et les freaks"[7].

### Récompenses
- Licorne d'or au Festival international de Paris du film fantastique et de science-fiction.
- Simon Boswell reçoit un Saturn Award (prix) pour la bande originale de Santa sangre

## Bande-son
La bande originale de Santa sangre a été composée par Simon Boswell. 
Titres :

1. Fin del Mundo

2. Alma	Listen

3. Alejandra	

4. Triste	

5. Besame Mucho

6. Acid Revenge	

7. Herbage	

8. Truck	

9. Dejame Llorar	

10. Holy Guitar	

11. Grave Business

12. Heart

13. Kid's Theme	

14. Wingbeat	

15. Church Tattoo

16. Sweet Dreams

17. Karnival